# Mankanikong
Mankanikong est un village du Cameroun situé dans l’arrondissement de Bafut, le département de Mezam et la Région du Nord-Ouest. C'est aussi le siège d'une chefferie traditionnelle de 2e degré.

## Population
Lors du recensement de 2005, on y dénombre 2 616 habitants.